# Stamboom August Willem van Pruisen (1722-1758)
Dit is de stamboom van August Willem van Pruisen (1722-1758).
| Stamboom August Willem van Pruisen (1722-1758)                                             | Stamboom August Willem van Pruisen (1722-1758)                                            | Stamboom August Willem van Pruisen (1722-1758)                                                                                         | Stamboom August Willem van Pruisen (1722-1758)                                            | Stamboom August Willem van Pruisen (1722-1758)                                            | Stamboom August Willem van Pruisen (1722-1758)                                            | Stamboom August Willem van Pruisen (1722-1758)                                            | Stamboom August Willem van Pruisen (1722-1758)                                            | Stamboom August Willem van Pruisen (1722-1758)                                            |
| ------------------------------------------------------------------------------------------ | ----------------------------------------------------------------------------------------- | --- | ----------------------------------------------------------------------------------------- | ----------------------------------------------------------------------------------------- | ----------------------------------------------------------------------------------------- | ----------------------------------------------------------------------------------------- | ----------------------------------------------------------------------------------------- | ----------------------------------------------------------------------------------------- |
| Grootouders                                                                                | Frederik I van Pruisen (1657-1713) x Elisabeth Henriëtte van Hessen-Kassel                | Frederik I van Pruisen (1657-1713) x Elisabeth Henriëtte van Hessen-Kassel                                                             | Frederik I van Pruisen (1657-1713) x Elisabeth Henriëtte van Hessen-Kassel                | Frederik I van Pruisen (1657-1713) x Elisabeth Henriëtte van Hessen-Kassel                | George I van Hannover (1660-1727) x Sophie Dorothea van Brunswijk-Lüneburg (1666-1726)    | George I van Hannover (1660-1727) x Sophie Dorothea van Brunswijk-Lüneburg (1666-1726)    | George I van Hannover (1660-1727) x Sophie Dorothea van Brunswijk-Lüneburg (1666-1726)    | George I van Hannover (1660-1727) x Sophie Dorothea van Brunswijk-Lüneburg (1666-1726)    |
| Ouders                                                                                     | Frederik Willem I van Pruisen (1688-1740) x 1706 Sophia Dorothea van Hannover (1687-1757) | Frederik Willem I van Pruisen (1688-1740) x 1706 Sophia Dorothea van Hannover (1687-1757)                                              | Frederik Willem I van Pruisen (1688-1740) x 1706 Sophia Dorothea van Hannover (1687-1757) | Frederik Willem I van Pruisen (1688-1740) x 1706 Sophia Dorothea van Hannover (1687-1757) | Frederik Willem I van Pruisen (1688-1740) x 1706 Sophia Dorothea van Hannover (1687-1757) | Frederik Willem I van Pruisen (1688-1740) x 1706 Sophia Dorothea van Hannover (1687-1757) | Frederik Willem I van Pruisen (1688-1740) x 1706 Sophia Dorothea van Hannover (1687-1757) | Frederik Willem I van Pruisen (1688-1740) x 1706 Sophia Dorothea van Hannover (1687-1757) |
| August Willem van Pruisen (1722-1758) x 1742 Amalia van Brunswijk-Wolfenbüttel (1722-1780) |                                                                                           | |                                                                                           |                                                                                           |                                                                                           |                                                                                           |                                                                                           |                                                                                           |
| Kinderen                                                                                   | Frederik Willem II (1744-1797)                                                            | Frederik Willem II (1744-1797) | Hendrik (1747-1767)                                                                       | Hendrik (1747-1767)                                                                       | Wilhelmina (1751-1820) x 1767 Willem V van Oranje-Nassau (1748-1806)                      | Wilhelmina (1751-1820) x 1767 Willem V van Oranje-Nassau (1748-1806)                      | George Karel Emil (1758-1759)                                                             | George Karel Emil (1758-1759)                                                             |
| Kinderen                                                                                   | x 1765 Elisabeth van Brunswijk-Wolfenbüttel (1746-1840)                                   | x 1769 Frederika van Hessen-Darmstadt (1751-1805)                                                                                      | Hendrik (1747-1767)                                                                       | Hendrik (1747-1767)                                                                       | Wilhelmina (1751-1820) x 1767 Willem V van Oranje-Nassau (1748-1806)                      | Wilhelmina (1751-1820) x 1767 Willem V van Oranje-Nassau (1748-1806)                      | George Karel Emil (1758-1759)                                                             | George Karel Emil (1758-1759)                                                             |
| Kleinkinderen                                                                              | Frederika (1767-1820)                                                                     | Frederik Willem III (1770-1840) Lodewijk (1773-1796) Wilhelmina (1774-1837) Augusta (1780-1841) Hendrik (1781-1846) Willem (1783-1851) | ?                                                                                         | ?                                                                                         | nn (1769) Louise (1770-1819) nn (1771) Willem I (1772-1843) Frederik (1774-1799)          | nn (1769) Louise (1770-1819) nn (1771) Willem I (1772-1843) Frederik (1774-1799)          | -                                                                                         | -                                                                                         |